# Aire urbaine de Nérac
L'aire urbaine de Nérac est une aire urbaine française constituée autour de la ville de Nérac, (Lot-et-Garonne).

## Caractéristiques
L'aire urbaine de Nérac est composée de six communes, toutes situées dans le Lot-et-Garonne.
Son pôle urbain est l'unité urbaine de Nérac, formée de quatre communes.

### Communes
Liste des communes appartenant à l'aire urbaine de Nérac selon la nouvelle délimitation de 2010 et sa population municipale en 2010 (liste établie par ordre alphabétique) :
| Nom                    | Code Insee | Statut | Superficie (km2) | Population (dernière pop. légale) | Densité (hab./km2) |
| ---------------------- | ---------- | ------ | ---------------- | --------------------------------- | ------------------ |
| Barbaste               | 47021      |        | 38,70            | 1 502 (2014)                      | 39                 |
| Lavardac               | 47143      |        | 15,10            | 2 213 (2014)                      | 147                |
| Montgaillard-en-Albret | 47176      |        | 8,53             | 186 (2014)                        | 22                 |
| Nérac                  | 47195      |        | 62,68            | 7 085 (2014)                      | 113                |
| Pompiey                | 47207      |        | 19,61            | 231 (2014)                        | 12                 |
| Vianne                 | 47318      |        | 9,82             | 1 035 (2014)                      | 105                |

## Évolution démographique
L'évolution démographique ci-dessous concerne l'aire urbaine selon le périmètre défini en 2010.
| 1968   | 1975   | 1982   | 1990   | 1999   | 2008   | 2013   | - | - | - |
| ------ | ------ | ------ | ------ | ------ | ------ | ------ | - | - | - |
| 12 201 | 12 507 | 12 278 | 12 502 | 12 059 | 12 249 | 12 242 | - | - | - |